# Cláudio Ferreira
Cláudio Ferreira de Souza (Rondonópolis, 28 de junho de 1979) é um biólogo, professor, empresário, paisagista e político brasileiro, eleito deputado estadual no estado de Mato Grosso pelo Partido Trabalhista Brasileiro (PTB) em 2022.

## Biografia

#### Histórico
Morador do bairro Vila Operária e formou-se biólogo na UFMT, hoje UFR (Universidade Federal de Rondonópolis). Aos 20 anos, montou seu primeiro negócio de paisagismo e irrigação.

#### Candidaturas
Em 2020, foi candidato a prefeito de Rondonópolis.
Já em 2022, foi eleito e tornando-se o deputado estadual mais bem votado em Rondonópolis, com 21.702 votos na cidade, e 26.234 em todo Mato Grosso.
Em 2023 filiou-se ao Partido Liberal (PL), tendo sua ficha assinada pelo ex-presidente da República, Jair Bolsonaro. Na data, Cláudio Ferreira também foi anunciado como pré-candidato do PL à disputa pela Prefeitura de Rondonópolis nas eleições de 2024.

#### Trabalhos
Durante sua legislatura, teve projetos como o PL 945/2023 que cria o Programa CNH Social, aprovados.

## Desempenho eleitoral
| Ano  | Eleição                   | Partido | Cargo             | Votos  | %      | Resultado  | Ref                  |
| ---- | ------------------------- | ------- | ----------------- | ------ | ------ | ---------- | -------------------- |
| 2020 | Municipal de Rondonópolis | DC      | Prefeito          | 17.498 | 17,21% | Não Eleito | [ 5 ] [ 10 ]         |
| 2022 | Estaduais em Mato Grosso  | PTB     | Deputado Estadual | 26.234 | 1,50%  | Eleito     | [ 11 ]               |
| 2024 | Municipal de Rondonópolis | PL      | Prefeito          | 56.356 | 45,74% | Eleito     | [ 12 ] [ 13 ] [ 14 ] |